# خداحافظ، عینطوره

خداحافظ، عینطوره: شرح حالی از نسل‌کشی ارمنی‌ها (انگلیسی: Goodbye, Antoura: A Memoir of the Armenian Genocide) شرح حالی می‌باشد که توسط گارنیک پانیان نوشته شده‌است و در سال ۲۰۱۵ به زبان انگلیسی توسط انتشارات دانشگاه استنفورد منتشر شده‌است. این شرح حال که در اصل به زبان ارمنی نوشته شده‌است گارنیک پانیان پنج ساله را در طول سال‌های نسل‌کشی ارمنی‌ها، از طریق آناتولی و سوریه، و در نهایت به کالج سنت جوزف در عینطوره، لبنان، جایی که دولت عثمانی یتیم‌خانه‌ای برای ترک‌سازی کودکان ارمنی بازمانده از نسل‌کشی تأسیس کرده بود، دنبال می‌کند.